# Jarzeński Młyn
Jarzeński Młyn (en allemand : Arnsteiner Mühle) est un village polonais de la voïvodie de Varmie-Mazurie, dans le powiat de Braniewo.